# Myagrus strandi
Myagrus strandi är en skalbaggsart som beskrevs av Stefan von Breuning 1940. Myagrus strandi ingår i släktet Myagrus och familjen långhorningar. Inga underarter finns listade i Catalogue of Life.